# Avet blanc

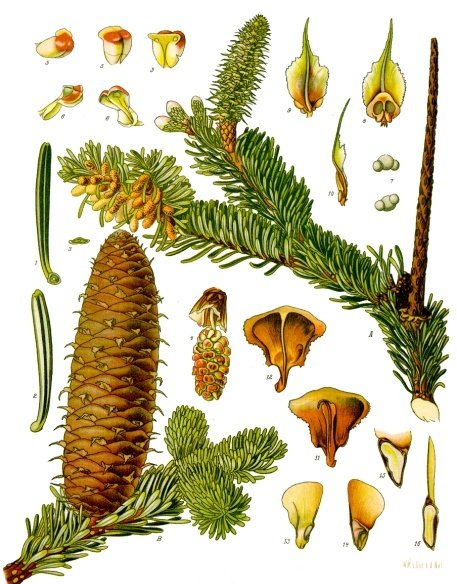
Il·lustració

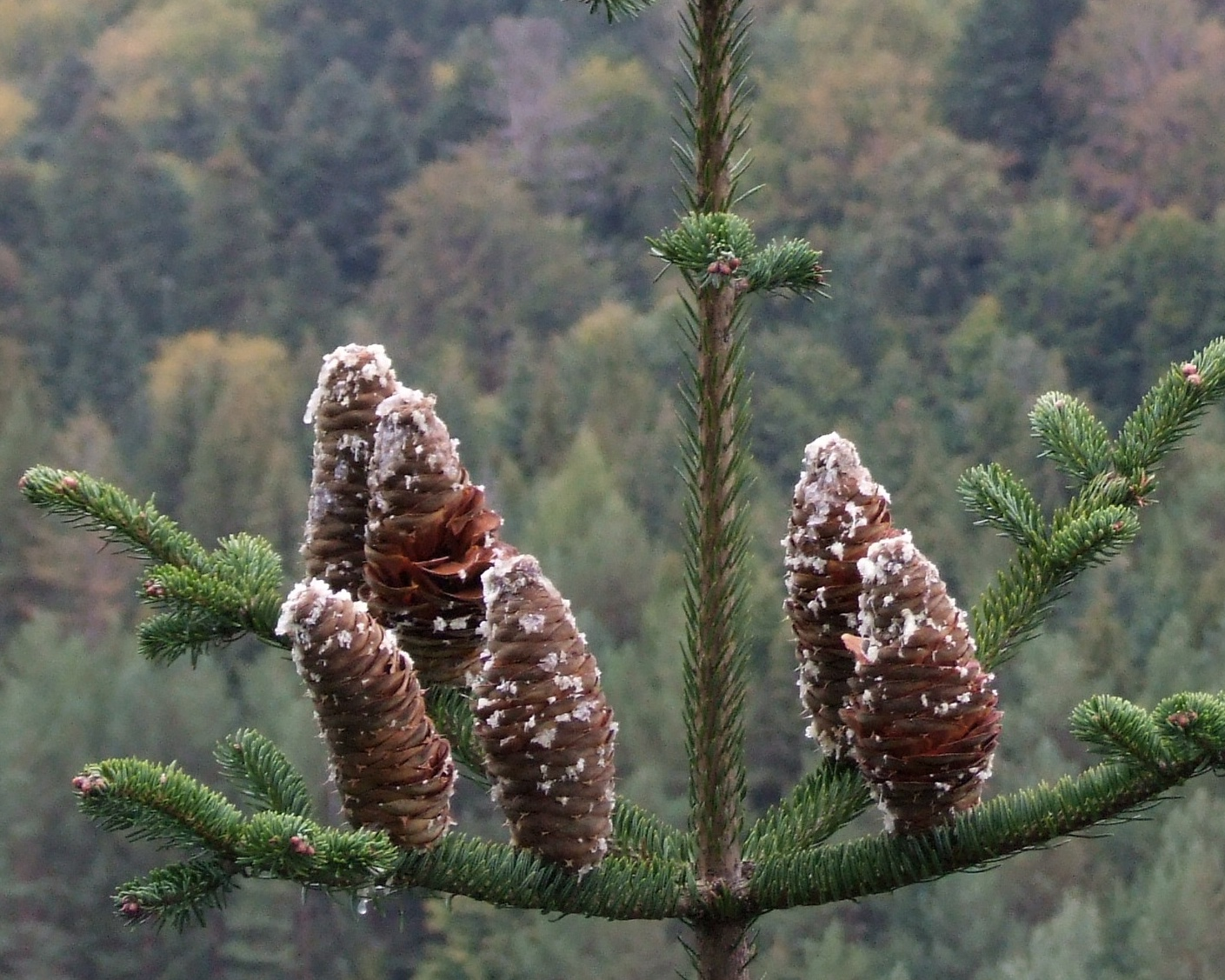
Els estròbils dAbies alba són erectes.

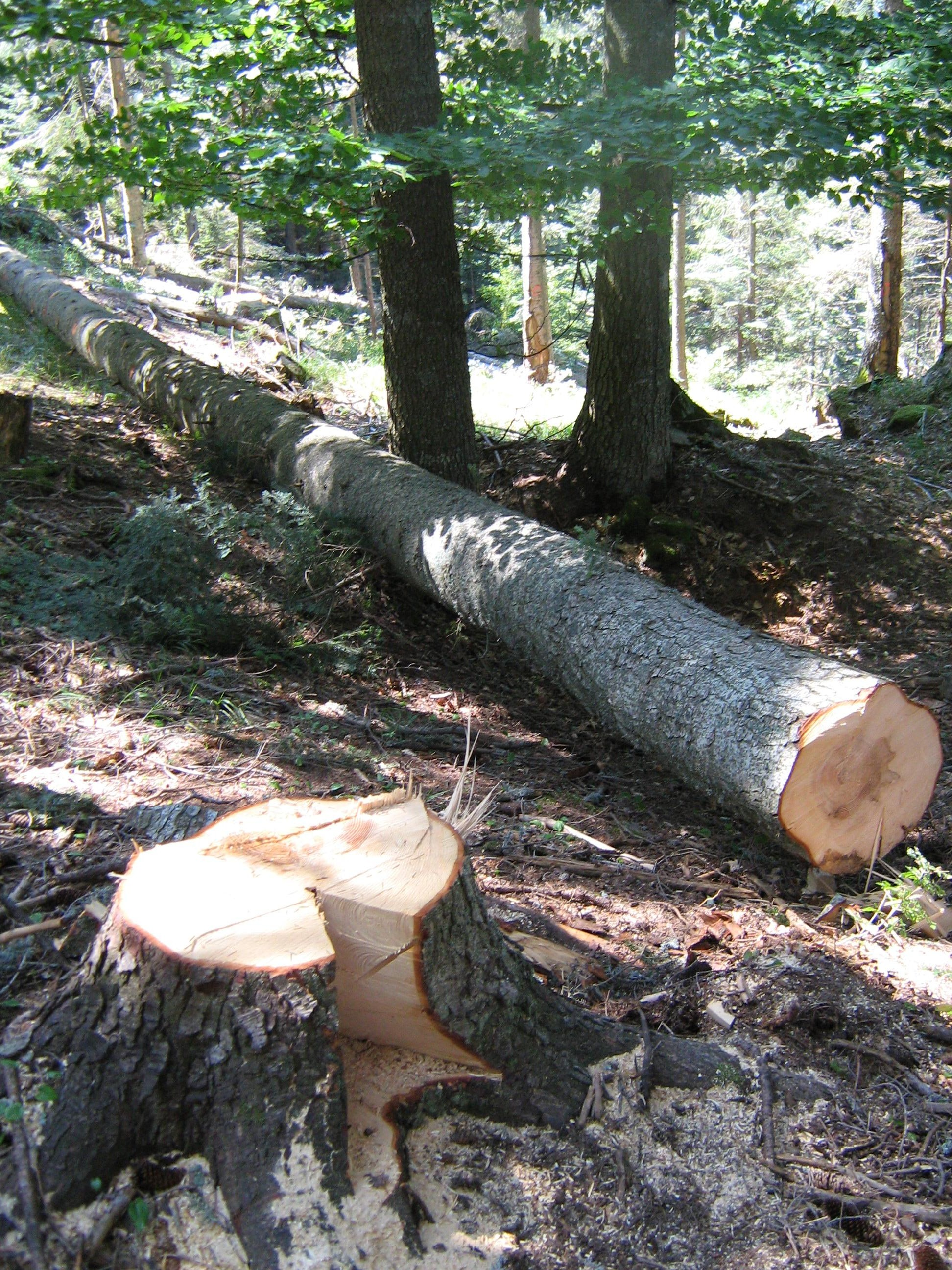
És una espècie molt important per a la silvicultura.

L'avet blanc o simplement avet (Abies alba) és una espècie de conífera de la família de les pinàcies, comú a les muntanyes europees.

## Noms comuns
És un arbre molt conegut a Catalunya, on rep nombrosos noms comuns: avet, pivet, avet blanc, avet comú, pi avet, sapí, abet, abete, aubet, auet, bet, pi vet, pi-bet, pibet, vet.

## Característiques morfològiques
És un arbre perennifoli, monoic de capçada cònica i fulla persistent. Pot arribar als 60 metres d'alçària i quasi 2 metres de diàmetre.
La seva escorça és llisa i d'un to gris clar, que a mesura que es va fent vell, es va esquerdant i enfosquin. Les branques són perpendiculars al tronc i creixent de manera verticil·lada. Les fulles, que poden arribar a mesurar fins a 3 cm de longitud, són d'un verd brillant i intens per l'anvers i amb dues ratlles blanquinoses pel revers. Aquestes, són linears, aplanades i emarginades a l'àpex. La seva disposició és dística i estan lleugerament inclinades cap endavant al llarg de la tija.
L'època de floració és al abril i al maig. Les flors masculines neixen a la cara inferior de les branques. Tenen un aspecte ovat i són de color groc. A la primavera alliberen una gran quantitat de pol·len. Per altra banda, les femenines s'ubiquen a la part superior de la copa per tal de tenir la màxima exposició al pol·len que és transportat pel vent.
Les pinyes són erectes i cilíndriques. Aquestes poden arribar a mesurar fins a 20 cm de llargada i 4 de diàmetre. Quan la pinya madura es desfà, deixant caure les escames que la componen, per tal d'alliberar els pinyons.

## Distribució i hàbitat

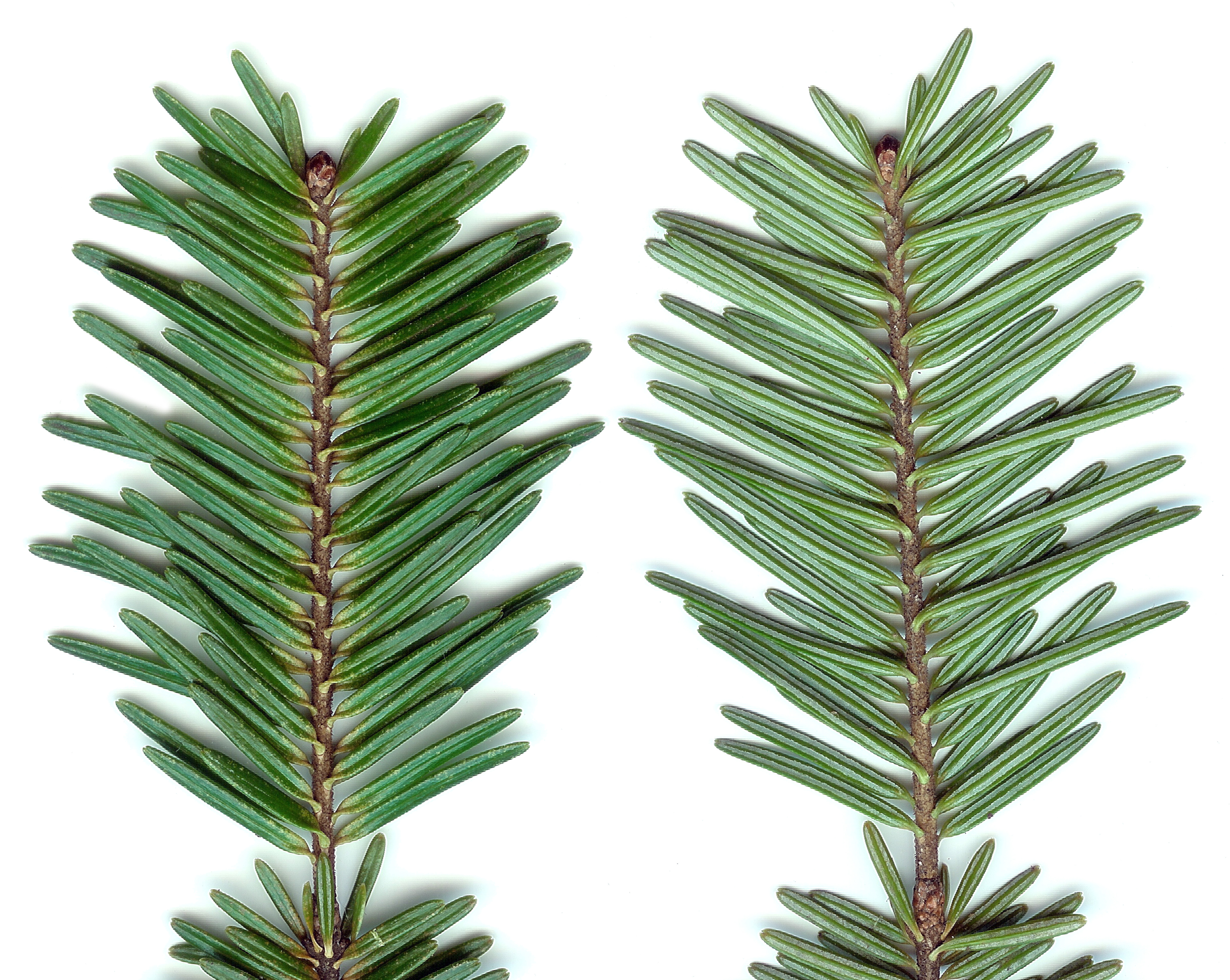
Fulla Abies alba

És una espècie abundant al centre i sud d'Europa que va des dels Carpats fins als Pirineus, limitant amb Navarra per occident i amb Calàbria (Itàlia) pel sud. Els massissos muntanyosos on més abunda és a la Selva Negra, als Carpats, als Alps i als Pirineus.
Les avetoses que hi ha actualment d'avet blanc són denses, tot i que no són gaire habituals. És molt més freqüent que formi boscos mixtos amb altres espècies de mitja i alta muntanya com el faig, el pi roig o el pi negre. Sol viure en zones humides i fresques, ja que suporta molt bé les baixes temperatures. Tot i això, és sensible a les gelades llargues. Per altra banda, necessita precipitacions constants durant l'any, sense que hi hagi entollaments i evitant les sequeres a l'estiu. El sòl ha de ser profund, sense roques, ric en nutrients i permeable.
En l'àmbit paisatgístic, és un arbre que té un cert valor, ja que existeixen un gran número de formes ornamentals d'aquest. Les cultivars ‘Pyramidalis' o el ‘Columnaris' són dos dels exemples, tot i que el segon ja no es cultiva. L'avet se sol cultivar a jardins de zones humides o amb reg abundant, juntament amb altres espècies d'aquest o amb els seus híbrids.
Requereix, a la península Ibèrica (segons Blanco et al.. 1997), 1.000 litres de pluja dels quals en requereix 300 litres a l'estiu, i una temperatura mitjana anual de 9 a 11 °C. Presenta des de fa uns 20 anys problemes de decadència vegetativa (clorosi fèrrica, mort de branques, etc.) a tot Europa, incloent també el Pirineu, dels quals no se'n sap el motiu.

## Usos
La seva fusta és clara i poc resinosa. S'utilitza per a la construcció a terrenys humits o infraestructures d'exterior, ja que és molt resistent a la putrefacció. També es fa servir per a l'elaboració d'instruments musicals com orgues, guitarres o violins.
També se li donen usos medicinals i aromàtics.
Antigament, es van talar grans quantitats d'aquest exemplar d'avet per a fer els mastelers dels vaixells
Avui en dia és una espècie que està en regressió per la tala excessiva per tal de construir diverses infraestructures.